# Keldorado

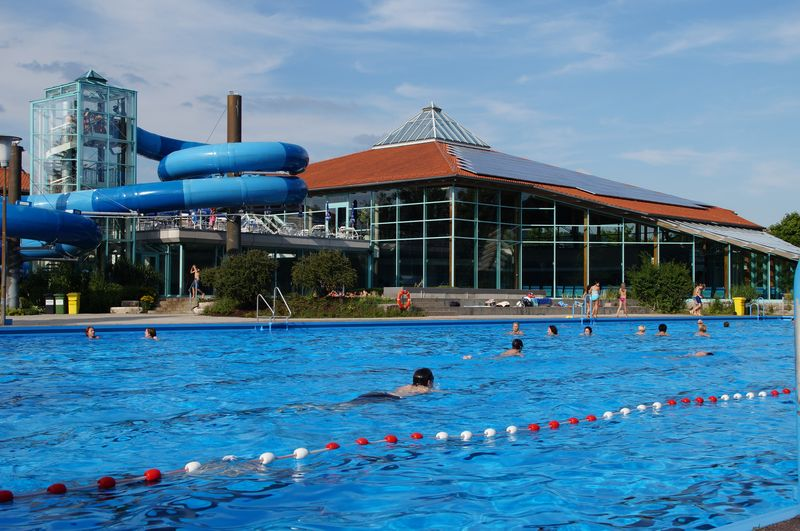
Freibad Keldorado

Das Keldorado ist ein Freizeitbad in der niederbayerischen Kreisstadt Kelheim.

## Geschichte
Im Jahre 1968 wurde das Freibad Kelheim, ein Jahr später das Hallenbad eröffnet. In Kelheim gab es damit das erste Kombibad Bayerns.
Mit einer bogenförmigen Schwimmhalle aus Holz hatte das Kelheimer Hallenbad zu dieser Zeit eine in Deutschland einzigartige Architektur. Einzigartig war ebenfalls das damals moderne Münzkassensystem der Fa. Schulte & Schlagbaum, Velbert. Schon damals verfügte das Hallenbad, genauso wie das heutige Keldorado, über ein Sportbecken mit 25 m Länge und vier Bahnen und ist somit wettkampftauglich.
Am 21. Juli 1986 wurde das Bad bei einem Brand weitgehend zerstört und von 1989 bis 1992 wieder aufgebaut.

## Rettungsschwimmermeisterschaft 2014
Das Keldorado war am 4.–6. Juli 2014 Austragungsort der von der DLRG organisierten Bayerischen Meisterschaften im Rettungsschwimmen für 1200 Rettungsschwimmer.

## Gesellschaftsrechtliche Konstellation
Mit wirtschaftlicher Wirkung zum 1. Januar 2001 wurde die Sparte Bäderbetriebe des ehemaligen Eigenbetriebes Stadtwerke Kelheim der Stadt Kelheim in eine eigene Gesellschaft überführt. Seit diesem Zeitpunkt firmiert das Unternehmen, an dem die Stadt Kelheim 100,00 % der Gesellschaftsanteile hält, als Keldorado Bäderbetriebe GmbH.
Über die Keldorado Bäderbetriebe GmbH hält die Stadt Kelheim ihre Anteile in Höhe von 65,00 % als Gesellschafter an der Stadtwerke Kelheim Beteiligungs-GmbH und von ebenfalls 65,00 % als Kommanditist an der Stadtwerke Kelheim GmbH & Co KG.

## Namensherkunft
Keldorado ist ein Portmanteauwort; zusammengesetzt aus Kelheim und Eldorado.

## Daten
Das Bad hat eine Gesamtfläche von 18.000 m² und wird von ca. 200.000 Personen pro Jahr besucht.
|                      | Wasserfläche | Volumenstrom | Wasserinhalt |
| -------------------- | ------------ | ------------ | ------------ |
| Hallenbad            | m²           | m³           | m³           |
| Sportbecken          | 312,50       | 140          | 625          |
| Nichtschwimmerbecken | 90,00        | 70           | 210          |
| Warmbecken           | 154,00       | 152          | 72           |
| Planschbecken        | 8,00         | 8            | 2,5          |
| Rutschenbecken       | 8,00         | 30           | 4            |
| Tauchbecken          | 2,00         | 4            | 4            |
| Gesamt               | 574,50       | 366          | 917,5        |

|                      | Wasserfläche | Volumenstrom | Wasserinhalt |
| -------------------- | ------------ | ------------ | ------------ |
| Freibad              | m²           | m³           | m³           |
| Sportbecken          | 1050,00      | 244          | 2100         |
| Nichtschwimmerbecken | 660,00       | 266          | 660          |
| Planschbecken        | 126,00       | 8            | 25           |
| Gesamt               | 1836,00      | 510          | 2785         |